# マンハッタン占領
「マンハッタン占領」（マンハッタンせんりょう、原題: "The Angels Take Manhattan"）は、イギリスのSFドラマ『ドクター・フー』の第7シリーズ第5話。イギリス国内では2012年9月29日に BBC One で初放送された。第7シリーズ前半の最終話であり、2012年クリスマススペシャル「スノーメン」に続く構成になっている。脚本はスティーヴン・モファット、監督はニック・ハランが担当した。
本作では異星人のタイムトラベラー11代目ドクター（演:マット・スミス）がコンパニオンのエイミー・ポンド（演:カレン・ギラン）とローリー・ウィリアムズ（演:アーサー・ダーヴィル）をアメリカ合衆国ニューヨークのセントラル・パークへ連れて行く。ローリーはコーヒーを買いに行く途中で嘆きの天使に襲撃されて1938年に飛ばされ、そこで小説家メロディー・マローンとして活動していたリヴァー・ソング（演:アレックス・キングストン）と遭遇する。エイミーとドクターはローリーを救出しようとするが、ドクターはこの冒険が2人との最後の旅になることを悟る。
エイミーの離脱はモファットとギランの合意の下でのものであった。モファットは様々なパターンの2人との別れを書き、最終的に嘆きの天使を挟むことに決めた。本作はエイミーとローリーの最後のエピソードであるが、撮影は前話「キューブのパワー」よりも先の2012年4月にウェールズとセントラル・パークで行われた。イギリスでの視聴者数は782万人で、プロットの破綻や論理的な問題を指摘する声もあったが、肯定的な評価を受けた。 

## 連続性
結末で描写された庭でドクターを待つ幼少期のアメリア・ポンドのシーンは「11番目の時間」のものである。エイミーの後書きにはそれまで彼女がドクターと共に経験した冒険が言及されている。具体的には海賊との戦い（「セイレーンの呪い」）、自身を2000年守り続ける男との愛（「ビッグバン」）、史上最も偉大な画家に希望を与えたこと（「ゴッホとドクター」）、スターホエールの保護（「眼下の獣」）に触れている。

## 製作

### 脚本

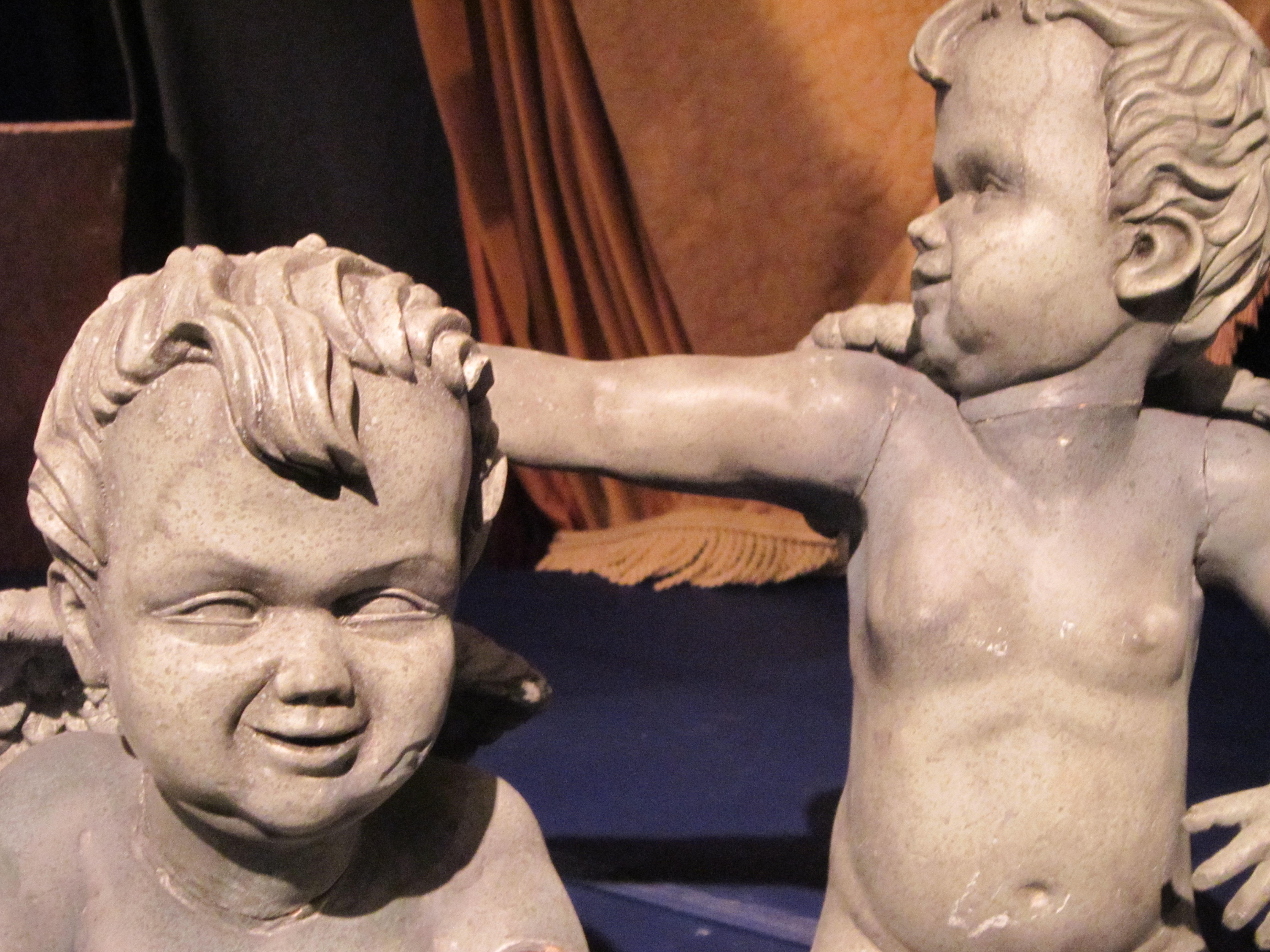
智天使

2011年12月、『ドクター・フー』の製作総指揮者スティーヴン・モファットはエイミーとローリーが第7シリーズの悲痛な状況で離脱すると告知した。エイミーの離脱はモファットとエイミー役のカレン・ギランが互いに話し合って決めたものであった。ギランは「キャラクターの全盛期に高みに達したい」「彼女の望む全てと共に歩みたい」と主張した。彼女はエイミーに最後の結末を与えることを望み、その最終シーンのインパクトが損なわれることを避けるために将来的な再登場を拒否していた。モファットはエイミーとローリーの結末を執筆する中で大きな重圧を感じたという。後に、彼は執筆中に結末を大幅に改変したことを明かした。書き直している間にモファットはエイミーとローリーが死ぬべきか生き残るべきかまで遡り、最終的にはドクターの"老いてセンチメンタルで危険な"キャラクター性を含むストーリーラインは2人の死によって完全になると決めた。ある時点では彼はダーレクの登場する物語を作ろうと考えていたが、嘆きの天使が適任であると考え直した。また、モファットは新たな形態の天使を登場させることにも興味を抱き、智天使も登場させた。さらに彼曰く、「まばたきするな」に嘆きの天使が登場して以来、ファンの間で自由の女神像が嘆きの天使であるという説は提唱されていた。
ギランはエイミーの離脱を現実のものにしたくなく、台本を受け取って数週間読まずにいた。彼女はインタビューにて「文字通り泣かずには読めなかった。今まで経験した中で一番緊迫した読み合わせだった。でもこれ以上に良い退場を求めることはできない。人々には予想もつかないものだと思った」と述べた。

### 撮影

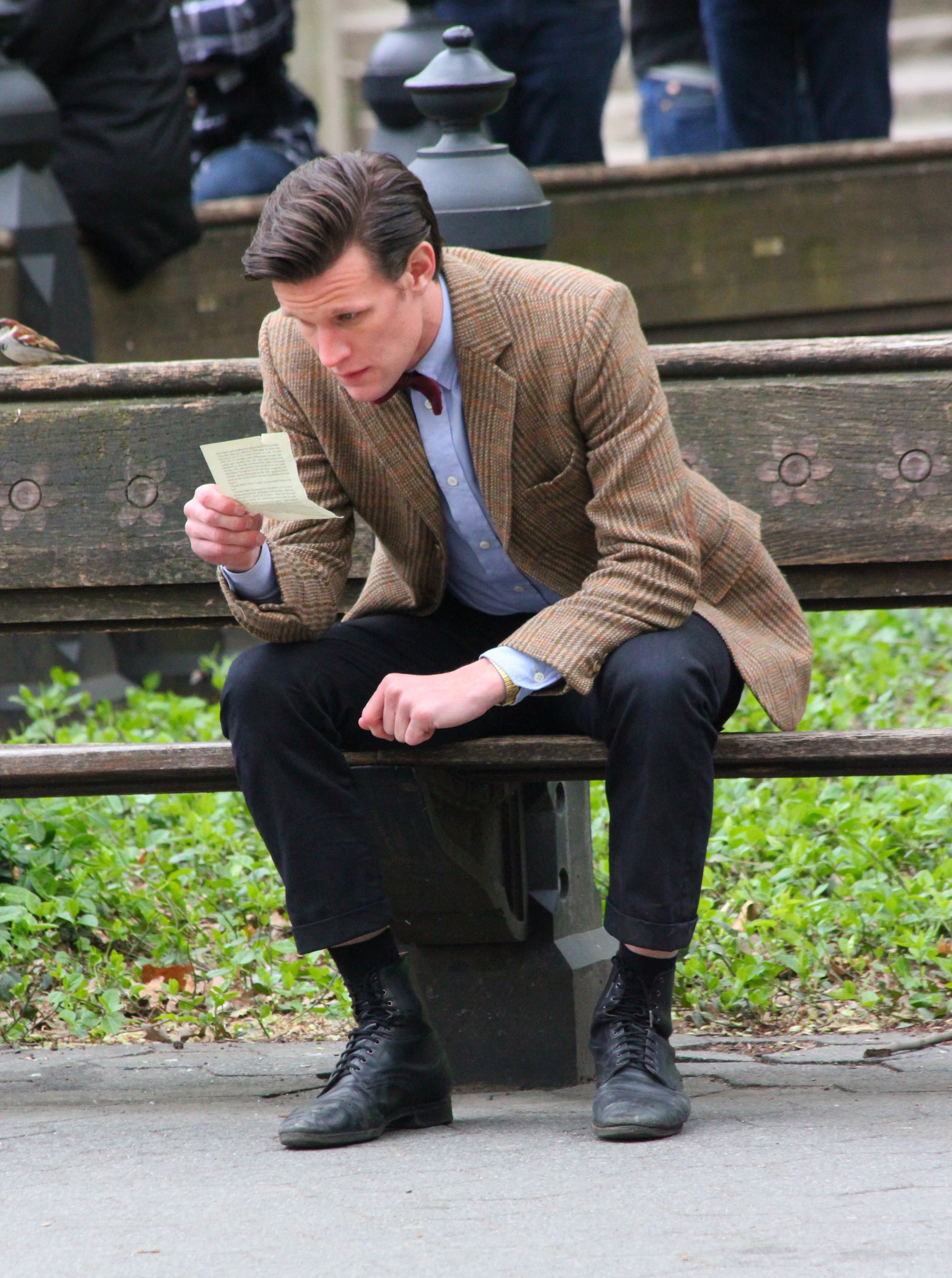
セントラル・パークで撮影中のマット・スミス。エイミーの後書きを読むドクターのシーン。

「マンハッタン占領」の読み合わせは2012年3月23日に「ダーレク収容所」と共に Upper Boat Studios で行われた 。ギランとダーヴィルの最後の撮影は前話「キューブのパワー」であったが、最後の墓地のシーンの撮影でギラントマット・スミスは非常に情に脆くなっていた。屋上でのエイミーとローリーのシーンはカーディフの駐車場でグリーンスクリーンを使って撮影され、ニューヨークのスカイラインの映像が合成された。旧落下する2人の効果を生み出すため、ギランとダーヴィルはワイヤーで吊り下げられて上昇と下降を繰り返した。エピソードの大部分は2012年4月にニューヨークのセントラル・パークで撮影された。撮影には合衆国内のファンが多く参列し、これはキャストとスタッフを驚かせることになった。他のシーンは夜に街で撮影された。モファットは物語を思いついた際にニューヨークにおり、そこで嘆きの天使が適役だと考えた。彼はニューヨークを『ドクター・フー』の物語の撮影のための違う背景だと表現し、街の建造物の使用を決めた。同僚のエグゼクティブ・プロデューサーであるキャロライン・スキナーはニューヨークについて「広いスケールとロマンスがある」「『ドクター・フー』に非常に変わった調子と本物の雰囲気をもたらす」と感じた。プロデューサーのマーカス・ウィルソン曰く街で1週間を費やした撮影はアメリカの基準から見ると小さなユニットで行われた。街での撮影にはターディスや天使の舞台道具は必要なく、それらはポストプロダクションで追加された。撮影はウェールズのラネリの墓地でも行われた。
ギランは、メロディー・マローンの小説に掲載されたエイミーの後書きをドクターが読む際に自身が読み上げることを主張した。彼らは撮影地が混雑したセントラル・パークだと想定しておらず、スミスは芝居のように演じざるを得なかったという。後書きの内容が伏せられていたため、ギランは非常に静かに読み上げなくてはならず、スミスはファンに写真を撮られないように偽物のページを手に取らなくてはならなかった。ギランはギランは台本の1ページしかないことに気付き、残りの部分を即興で読まなくてはならなかった。

### ポストプロダクション
ニューヨークのターディスや天使、および夜のニューヨークの屋上の風景はポストプロダクションの間に追加された。
タイトルシークエンスでの『ドクター・フー』のロゴマークには自由の女神像の冠のテクチャが採用され、第7シリーズ前半各エピソードのオープニングそれぞれに合わせた仕様が継続されている。エピソードの冒頭にはスティングによる曲「イングリッシュマン・イン・ニューヨーク」が流れた。

## 関連作品
- The Angel's Kiss: A Melody Malone Mystery

2012年10月4日に BBC Books が公開した電子書籍。「マンハッタン占領」の前日譚にあたる本であり、また、ドクターが劇中で読んで未来を知った本でもある。
- P.S.

2012年10月12日にBBCが公開した、アニメーション化された絵コンテ。ローリーの父ブライアン（演:マーク・ウィリアムズ）がエイミーとローリーの運命に気付くシーンをクリス・チブナルが執筆していたが、「マンハッタン占領」の製作には組み込まれなかったものである。ナレーションはアーサー・ダーヴィルが担当した。ブライアンの時系列で「キューブのパワー」から1週間後を舞台としており、アンソニーという男性がブライアンにローリーの手紙を渡し、2人が二度と戻れないこと、そして自身が1946年に養子として2人に迎えれられた息子であると告げる。このシーンは時間の都合で撮影がなされなかった。
- Rory's Story

2020年4月12日にYoutube上で公開された、新型コロナウイルス感染症の流行を受けて公開された Doctor Who: LOCKDOWN シリーズの1つ。ニール・ゲイマンが執筆。1946年のニューヨークで暮らすローリーが2012年から持ち込んでいた世界で唯一のスマートフォンに保存したリヴァー宛のビデオレターの体をなしている。ローリーは「エイミーの選択」や「ハングリー・アース」「冷血」などの体験を語った後、上述する乳児時代のアンソニーを将来の弟として紹介する。最後にはアンソニーの世話を手伝うよう画面外のエイミーに急かされ、慌てた様子で録画を停止する形で映像は終了する。

## 放送と反応
「マンハッタン占領」はイギリスでは2012年9月29日に BBC One で初放送され、同日にBBCアメリカでも放送された。当夜の視聴者数は590万人を記録し、「キューブのパワー」から40万人増加した。最終合計値は782万人に上り、その週のイギリスのテレビ番組では13番目に多く視聴された。BBC iPlayer でのリクエストは92万回に及び、わずか数日のみしか視聴できなかったにも拘わらずその月間で7位にランクインした。Appreciation Index は88を記録し、第7シリーズ前半では「ダーレク収容所」の89に次ぐ記録となった。
日本では放送されていないが、2013年11月23日から『ドクター・フー』の第5シリーズから第7シリーズにかけての独占配信がHuluで順次開始され、「マンハッタン占領」は2014年に配信が開始された。

### 批評家の反応
| 専門評論家によるレビュー | 専門評論家によるレビュー |
| レビュー・スコア         | レビュー・スコア         |
| 出典                     | 評価                     |
| ------------------------ | ------------------------ |
| デジタル・スパイ         | [ 34 ]                   |
| IGN                      | 9/10                     |
| ラジオ・タイムズ         | [ 36 ]                   |
| SFX                      | [ 20 ]                   |
| The A.V. Club            | A                        |
| The Telegraph            | [ 38 ]                   |
| TV Fanatic               | [ 39 ]                   |

本作は肯定的なレビューを受けた。ガーディアン紙のダン・マーティンは「これは黄金期に相応しい結末で、これほど引き込まれるような情緒的な物語をこのような形式で綴ったスティーヴン・モファットは見事だ」と述べた。また、彼はニューヨークの天使や智天使のコンセプトを絶賛した。ただし彼は本作がリヴァーの時系列でどこに位置付けられるのか困惑したという。デイリー・テレグラフのギャヴィン・フラーは本作に星5つを付け、「『マンハッタン占領』はこの短いシリーズを全5回の中で最高のエピソードで締め括った。パワフルで、張り詰めていて、説得力があり、映画的で、情緒的にパンチの効いたものだ。天使をシリーズ中の傑出したモンスターとして返り咲かせ、エイミー・ポンドに申し分のない送別をもたらしている」と結論付けた。彼は4人の俳優を褒め、特にギランをスターだと称えたが、ローリーにはこれと言った見送りがなかったと指摘した。The A.V. Club のケイス・フィップスは本作にA評価を与え、"捻りのある冒険と感動的な別れの物語という課せられた2つの義務"が果たされていることが成功の要因だと述べた。
ガーディアン紙のサム・ウォラストンはエピソードの悲壮と恐怖の要素を肯定的に綴った。インデペンデント紙のニーラ・デブナスは「2人のための素晴らしい白鳥の歌だ」と表現し、彼女曰くスタイリッシュな撮影と危険のシーンを称賛した。しかし、彼女はタイミー・ワイミーなものを疑わずただ冒険を受け入れて楽しむことが最善なのだろうと述べつつも、これから何が起こるか知っている場合にはその未来を改変できないというルールが本作の唯一の欠点であったと指摘した。IGNのマット・リズレイは本作に10点満点で9点の評価をつけ、「ターディスの最も歴の長いコンパニオンの心に感じる情緒的な結末として傑出していて力強い。そして今シーズンでは今までで最高のエピソードだ」と綴った。
デジタル・スパイのモーガン・ジェフェリーはプロットに穴があることとやや冗長であること、そしてローリーが英雄的な別れをしなかったことを指摘しつつも、「マンハッタン占領」に星5つを付けた。SFXのデイヴ・ゴールダーは本作に星4つを付け、ポンド夫妻の"ほろ苦い"別れにより、自由の女神といった物語の問題点から視聴者の意識が逸らされていると批評した。彼はギランとダーヴィルが最高だったと語り、スミスの演技を素晴らしいと称賛し、リヴァーもやり過ぎではないと評価した。また、彼は天使が Winter Quay アパートを人間の飼育施設として利用していることに肯定的であった。ハフィントン・ポストのモーレーン・ライアンは本作に批判的であり、BBCの国際プロモーションが脚本の質の低下につながっているのではないかと懸念した。彼女はエイミーにはより良い退場を与えるべきだったと感じ、リヴァー・ソングの存在で気が散ったことと、本質的な選択を最初にしたのがエイミーではなくローリーだったことを指摘した。また、彼女は個人的にタイミーワイミーな舞台装置を気に入らず、壮大でオペラ的な調子が雰囲気を壊していたともコメントし、嘆きの天使が脅威に感じられず、テンポも早すぎたと批判した。
本作は「ダーレク収容所」や「スノーメン」と共に2013年ヒューゴー賞映像部門短編部門にノミネートされた。